# Julia Mjörnstedt

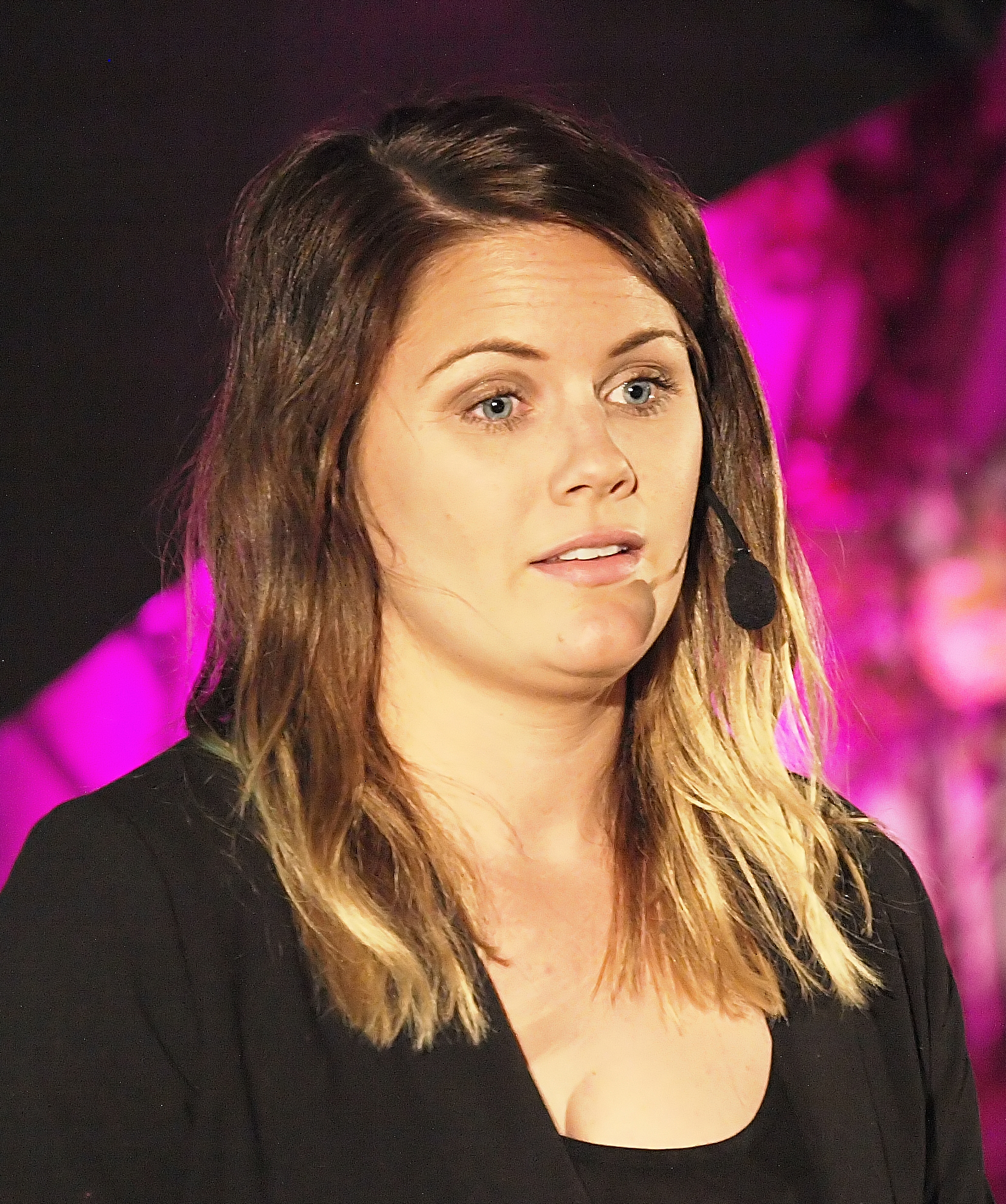
Mjörnstedt under Almedalsveckan 2012

Julia Emelie Mjörnstedt Karlsten, född 23 juni 1985 i Göteborg, är en svensk konsult inom sociala och digitala medier och krönikör.
2010 grundade Mjörnstedt tillsammans med vännen Hanna Wekell den ideella organisationen Ung Cancer och hon var generalsekreterare fram till 2015. Hon har varit krönikör i GP och GT.
Mjörnstedt har startat och driver filtmärke Woollie som tillverkar filtar och andra produkter. Sedan 2017 arbetar hon som konsult på PR-byrån Welcom. 

## Utmärkelser
- 2011 Årets eldsjäl[4]
- 2012 Kompassrosen[5] från Konungens Stiftelse Ungt Ledarskap
- 2013 Årets marknadsförare[6]
- 2016 Årets inspiratörsmama[7] tidningen Mama